# إيلين دراير
إيلين دراير (بالإنجليزية: Eileen Dreyer)‏ (1952، سانت لويس في الولايات المتحدة)؛ كاتِبة وروائية أمريكية.